# 田家贵
田家贵（1955年1月—），男性，土家族，湖南龙山人，1977年9月加入中国共产党。大专学历。中华人民共和国政治人物。

## 生平
田家贵于1992年担任中共龙山县党委副书记、县人民政府县长，1995年升任该县党委书记；湘西州州长助理、副州长、州委常委、常务副州长:195-196、州委副书记，期间尚兼任湘泉集团董事长、湘酒鬼公司董事长等职；后从湘西前往长沙，出任湖南省农业厅副厅长兼省乡镇企业局局长。2010年3月，任湖南省农业厅厅长，直到2013年4月卸任。转任第十二届湖南省人民代表大会财政经济委员会主任委员。